# Beat Records Company
La Beat Records Company è una casa discografica italiana, attiva dalla seconda metà degli anni sessanta.

## Storia
La Beat Records Company venne fondata nel 1966 dall'armonicista a bocca Franco De Gemini; la sede è a Roma. Le sue pubblicazioni riguardarono principalmente colonne sonore ma, soprattutto nei primi anni di attività, pubblicò anche alcuni complessi e solisti beat; del resto la casa discografica prende il nome proprio da quel tipo di musica.
Negli anni successivi ha anche pubblicato alcuni dischi di cantautori come Gregorio Cosentino; tra le partecipazioni a festival e manifestazioni va ricordata quella a Un disco per l'estate 1972 con Per chi ama come noi, cantata da Ruggero Gatti. Per quel che riguarda la distribuzione, la Beat Records ha, nel corso degli anni, effettuato vari contratti con case discografiche più grandi; di essi, i più duraturi sono stati quelli con la Ariston Records e con Fonit Cetra.

## Dischi
La datazione qui riportata si basa sull'etichetta del disco o sulla copertina; qualora nessuno di questi elementi abbia una datazione, è basata sulla numerazione del catalogo; talora è, infine, basata sul codice della matrice di stampa. Se esistenti, sono riportati, oltre all'anno, il mese e il giorno (quest'ultimo dato si trova, a volte, stampato sul vinile).

### 33 giri
| Numero di catalogo | Anno    | Interprete                                                  | Titoli                                                                                                 |
| ------------------ | ------- | ----------------------------------------------------------- | --- |
| LP 001             | 1969    | Armando Trovaioli, Francesco de Masi, Ennio Morricone       | I sogni della musica                                                                                   |
| LP 003             | 1969    | Riz Ortolani, Ennio Morricone, Piero Umiliani               | I sogni della musica 2                                                                                 |
| LP 004             | 1969    | Riz Ortolani                                                | Una sull'altra                                                                                         |
| LPF 011            | 1972    | Francesco de Masi                                           | Un solo grande amore                                                                                   |
| LPF 012            | 1972    | Il Punto                                                    | In nome del popolo italiano - Ettore lo fusto                                                          |
| LPF 014            | 1972    | Franco De Gemini e Stefano Torossi                          | Si può fare molto con sette donne                                                                      |
| LPF 020            | 1973    | Guido e Maurizio De Angelis                                 | La polizia incrimina, la legge assolve                                                                 |
| LPF 028            | 1974    | Giuliano Sorgini                                            | The Living Dead At The Manchester Morgue                                                               |
| BTF 086            | 1974    | I Mescaleros con l'Orchestra di Renato Serio                | Pasqualino Cammarata Capitano Di Fregata (colonna sonora originale del film omonimo di Mario Amendola) |
| LPF 040            | 1977    | Ennio Morricone                                             | Holocaust 2000                                                                                         |
| LPF 041            | 10-1977 | Ennio Morricone                                             | Il prefetto di ferro                                                                                   |
| LPF 04             | 1977    | Gregorio Cosentino                                          | Piccola parentesi                                                                                      |
| LPF 043            | 1978    | Marisa Solinas                                              | Il dito sulla...mala                                                                                   |
| LPF 050            | 1980    | Alessandro Blonksteiner                                     | Apocalypse domani                                                                                      |
| LPF 051            | 1980    | Gregorio Cosentino                                          | Briciole                                                                                               |
| LPF 056            | 1981    | Walter Rizzati / Franco De Gemini / Alessandro Blonksteiner | Quella villa accanto al cimitero                                                                       |
| LPF 062            | 1982    | Walter Rizzati                                              | 1990: I guerrieri del Bronx                                                                            |
| LPF 064            | 1983    | Francesco de Masi                                           | Thunder                                                                                                |
| LPF 05             | 1983    | Gregorio Cosentino                                          | Reflections                                                                                            |
| BL 4022            | 1983    | Alessandro Alessandroni Orchestra                           | A way to remember                                                                                      |
| BL 4031            | 1983    | Gian Stellari Orchestra                                     | Wonderful together                                                                                     |
| BL 4036            | 1985    | Oscar Valdambrini                                           | A Trumpet In The Night                                                                                 |
| BL 4039            | 1985    | Gregorio Cosentino                                          | Horoscope                                                                                              |
| BL 4046            | 1985    | Alessandro Alessandroni Orchestra                           | A trip through the music                                                                               |
| BL 4058            | 1985    | Elvio Monti                                                 | Effetto Capalbio                                                                                       |
| LPF 068            | 1987    | Piero Montanari                                             | Eleven Days, Eleven Nights (11 giorni, 11 notti)                                                       |

### 45 giri
| Numero di catalogo | Anno | Interprete                                   | Titoli |
| ------------------ | ---- | -------------------------------------------- | --- |
| BT 001             | 1966 | Elsa                                         | Sha la la la lee / In qualche parte del mondo                                                                       |
| BT 002             | 1966 | Luciano Savoretti                            | Se non credi a quello che dico / So che mi cerchi                                                                   |
| BT 003             | 1966 | Elsa                                         | Chi bacia come te / Se per me piangerai                                                                             |
| BT 004             | 1966 | Luciano Savoretti                            | Non mi piacevi / Sorriderai ancora                                                                                  |
| BT 005             | 1966 | Wanda Romanelli                              | Good lovin' / Non sarà la stessa cosa                                                                               |
| BT 006             | 1966 | Wanda Romanelli                              | So che ti piaccio così / La ragazza del chiaro di luna                                                              |
| BT 007             | 1966 | I Beats                                      | Sax nella note / Sax triste                                                                                         |
| BT 008             | 1966 | Mario Molino e I Beats                       | Se per me piangerai / So che mi cerchi                                                                              |
| BT 009             | 1966 | Gino Peguri                                  | Per mille dollari al giorno / Sette magnifiche pistole                                                              |
| BT 010             | 1966 | Gino Peguri                                  | Per mille dollari al giorno / Messicana / Sette magnifiche pistole / Peruviana                                      |
| BT 011             | 1966 | Elsa                                         | Occhi rossi / Accanto a lei                                                                                         |
| BT 012             | 1966 | 5 Golfingers                                 | Reward for ringo / Sedman                                                                                           |
| BT 016             | 1966 | 5 Golfingers                                 | Thompson 1880 / Dolce notte                                                                                         |
| BT 018             | 1967 | I Fratellini                                 | L'alba / Solitary man                                                                                               |
| BT 019             | 1967 | Luciano Savoretti                            | Il miraggio / Meglio perderti                                                                                       |
| BT 021             | 1967 | Franco Fajilla e I Beats                     | Che ragione c'e / Dal sud verrà qualcuno / Che bravi ragazzi                                                        |
| BT 023             | 1967 | Beatrice                                     | Tra un momento / Aspetto lui                                                                                        |
| BT 025             | 1967 | I Beats                                      | Salutiamo il sole / Sera d'autunno / Alba in ritmo / Romantico tramonto                                             |
| BT 026             | 1967 | Francesco de Masi                            | Il mondo va così / Tema di londana                                                                                  |
| BT 028             | 1968 | Enrico Farina                                | Luna canadese / Serenata al mio amore                                                                               |
| BT 029             | 1968 | Franco Morselli                              | Buonasera papa / I sogni di vetro                                                                                   |
| BT 030             | 1968 | Renato Cardinaletti                          | Roma è bella tutto l'anno / Domenica di tanti anni fa                                                               |
| BT 036             | 1968 | Mario Molino e I Beats                       | I sogni del mare / Operazione beat                                                                                  |
| BT 038             | 1968 | Paola Neri                                   | Non voglio più rivederti / Uno in meno ed uno in più                                                                |
| BT 048             | 1969 | Franco Morselli                              | Per avere te / Per Incominciare                                                                                     |
| BT 049             | 1969 | Raoul                                        | Come mai / Gold |
| BT 054             | 1969 | Franco Morselli                              | Il mare negli occhi / Amarsi come ora                                                                               |
| BT 058             | 1969 | Raoul                                        | Tira 'a rezza, oj piscatore... / L'estate è finita                                                                  |
| BT 065             | 1970 | Fathia                                       | Io e lei / Perché non sei con me                                                                                    |
| BT 068             | 1970 | I Beats                                      | Mare di Alassio / Ciao dal muretto di Alassio                                                                       |
| BT 069             | 1970 | Tommy & gli Harlem 77                        | Rosanna / Imperatrice                                                                                               |
| BTA 074            | 1971 | Il Punto                                     | È il mio mondo / Ragazzi che scappano                                                                               |
| BTA 075            | 1971 | Franco Latini                                | Il vedovo / L'evaso                                                                                                 |
| BA 1001            | 1971 | Annabella                                    | Sono quasi le tre / Se potessi fare a meno di te                                                                    |
| BA 1002            | 1971 | Carmelo Pagano                               | Ad un tratto impazzirei / Ehi, guardami un po'                                                                      |
| BTA 083            | 1972 | Ruggero Gatti                                | Per chi ama come noi / Settimana senza fine                                                                         |
| BTF 085            | 1974 | Maria Teresa con l'Orchestra Di Nini Carucci | Addio, cicogna, addio! / Dove sei, California                                                                       |
| BTF 091            | 1975 | Amedeo Tommasi                               | La mazurka del fico fiorone / Tema del barone                                                                       |
| BTF 097            | 1976 | Honeycomb / Armando Trovajoli                | Dimmi che fai tutto per me: Gotta Get Rich Quick / Golden Dream                                                     |
| BTF 102            | 1977 | Ennio Morricone                              | Il mostro: Profondamente, nel mostro / Malinconica serenità                                                         |
| BTF 112            | 1978 | Coro di voci bianche di Paolo Lucci          | La Carica delle Patate (tratto dalla colonna sonora originale del film 'La carica delle patate' di Walter Santesso) |